# Odontognophos margaritatus
Odontognophos margaritatus är en fjärilsart som beskrevs av Hans Zerny 1927. Odontognophos margaritatus ingår i släktet Odontognophos och familjen mätare. Inga underarter finns listade i Catalogue of Life.